# رافائل پاتای
رافائل پاتای (انگلیسی: Raphael Patai; ۲۲ نوامبر ۱۹۱۰ – ۲۰ ژوئیهٔ ۱۹۹۶) انسان‌شناس، مورخ، استاد دانشگاه، و ربی اهل ایالات متحده آمریکا بود.